# Winston
Winston es una marca estadounidense de cigarrillos, actualmente propiedad y fabricada por ITG Brands, subsidiaria de Imperial Brands en los Estados Unidos y de Japan Tobacco International fuera de los EE. UU.El nombre de la marca proviene de la ciudad de Winston-Salem, en Carolina del Norte, ciudad en la que RJ Reynolds fundó la marca en 1954.
En 2017 Winston contaba con la séptima participación de mercado más alta en EE. UU. (2 por ciento) de todas las marcas de cigarrillos, según los Centros para el Control y la Prevención de Enfermedades y el Informe Maxwell.  

## Historia
Winston fue introducido en 1954 por R.J. Reynolds Tobacco Company y rápidamente se convirtió en una de las marcas de cigarrillos más vendidas, utilizando el lema "Winston tastes good like a cigarette should" ("Winston sabe bien como debería hacerlo un cigarrillo"). Se convirtió en el cigarrillo número uno vendido en el mundo en 1966, posición que ocupó hasta 1972, cuando Marlboro superó a la marca.
En la década de 1980, Winston fue la marca más consumida en Puerto Rico, con su eslogan publicitario "Winston y Puerto Rico: No hay nada mejor".
En 1999, R.J. Reynolds se separó de RJR Nabisco y posteriormente vendió sus operaciones fuera de Estados Unidos a Japan Tobacco.
El 15 de julio de 2014, Reynolds American (empresa matriz de R.J. Reynolds) acordó comprar Lorillard Tobacco Company por 27.400 millones de dólares y, como resultado, (para aliviar las preocupaciones antimonopolio) Winston, junto con las marcas de cigarrillos Kool, Maverick y Salem, fue vendido a Imperial Tobacco por 7.100 millones de dólares.
El 12 de junio de 2015, Reynolds American y Lorillard completaron su fusión y Winston pasó oficialmente a ser propiedad de ITG Brands, subsidiaria de Imperial Tobacco.

## Patrocinios

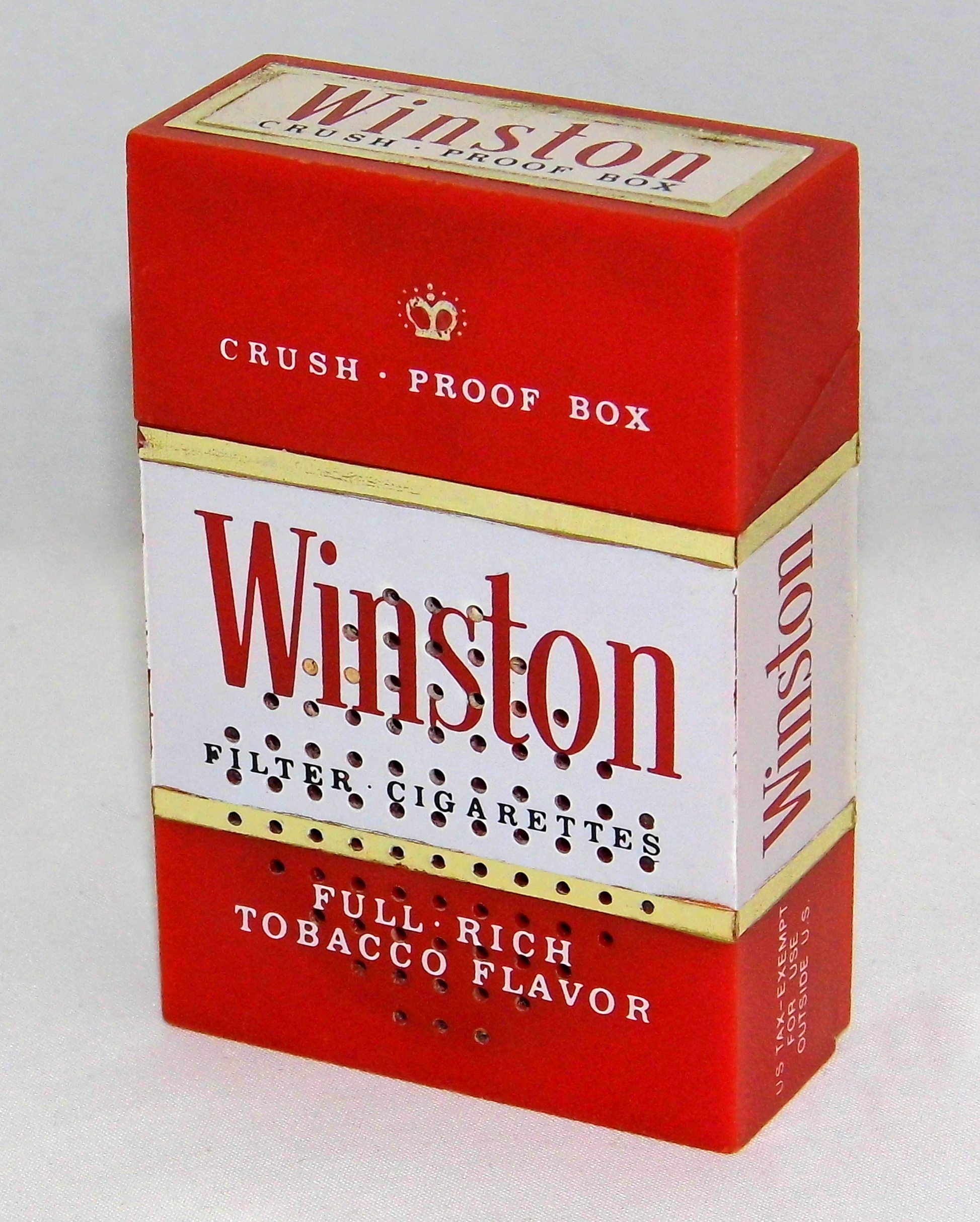
Transistor de radio vintage de la marca AM Band, del tamaño de un paquete de cigarrillos Winston real.

### NASCAR
A partir de 1971, Winston fue el patrocinador del título más alto de la serie NASCAR, conocido como Winston Cup Series. R. J. Reynolds puso fin a la asociación de Winston con la serie en 2003. La serie actualmente se conoce como NASCAR Cup Series.
Entre 1972 y 2003 Winston patrocinó la Copa NASCAR, y también las carreras IHRA y NHRA.

### Fútbol
Winston fue patrocinador de la Copa Mundial de la FIFA 1982, que se celebró en España.

### Campeonato Mundial de Superbikes
Winston patrocinó al equipo Ten Kate Racing entre 2005 y 2006. En países donde la publicidad del tabaco estaba prohibida, se utilizó el acrónimo "WinWin".

## Controversias
Winston y "Los Picapiedra"
Winston fue uno de los patrocinadores originales de Los Picapiedra, de 1960 a 1962. En los comerciales, se veía a los personajes de Los Picapiedra, Pedro Picapiedra y Pablo Marmól, promocionando a Winston, y cada episodio terminaba con Fred encendiendo un Winston para su esposa Wilma mientras cantaba la canción del producto. Sin embargo, en la tercera temporada, los anuncios del programa se orientaron más hacia los niños y Winston fue reemplazado por Welch's.

### Winston Man
En febrero de 2009, Alan Landers, que prestó su cara para múltiples anuncios de la marca Winston durante los años 60, 70 y 80, y que era conocido como "Winston Man", demandó a la propia compañía por haber contraído en 1987 cáncer de pulmón y garganta, supuestamente debido al consumo de tabaco Winston. Su lucha judicial contra la compañía duró 14 años. Alan Landers falleció en marzo de 2009. Este juicio sigue una línea paralela al de Stuart Hess y familia, que ganó contra la compañía Phillip Morris al reconocer el jurado que la adicción a la nicotina había causado su muerte.
Por otro lado, entre 1982 y 1988, David Goerlitz fue el "hombre Winston", apareciendo en 42 anuncios publicitarios, más todavía que el  Marlboro Man. En 1988, denunció públicamente a la industria tabacalera y se unió al emergente movimiento antitabaco tras sufrir problemas de salud relacionados con el tabaquismo. Ha pasado más de 20 años trabajando en escuelas como orador público, animando a los niños a no empezar a fumar.

### Winston y afirmaciones sobre el no uso de aditivos
En septiembre de 2015, la FDA (Administración de Alimentos y Medicamentos) de EE. UU. (FDA) advirtió a ITG Brands, los fabricantes de los cigarrillos Winston, que etiquetar el producto como "libre de aditivos" violaba la ley federal porque la afirmación implicaba que los cigarrillos eran más seguros que otras marcas. 
La carta de advertencia de agosto a ITG sentó precendente como la primera vez que la FDA utilizó su autoridad bajo una ley de control del tabaco de 2009 para tomar medidas contra una empresa por hacer afirmaciones de "libre de aditivos" (campaña publicitaria "No Bull") en el empaque de un producto.  Fue una de las tres cartas de advertencia que la agencia envió en agosto de 2015 a las empresas tabacaleras cuyos productos estaban etiquetados como "sin aditivos", "naturales" o ambos.  Winston había llegado a un acuerdo previo con la FTC (cuando la publicidad del tabaco estaba bajo su competencia) con respecto a reclamos similares en 1999. 

## Mercados
A día de hoy (2019), los cigarrillos Winston se venden en 80 países: Irán, Canadá, Estados Unidos, México, Chile, Perú, Argentina, Brasil, Reino Unido, Suecia, Finlandia, Luxemburgo, Bélgica, Países Bajos, Alemania, Francia, Suiza, Austria., Portugal, España, Italia, Polonia, Hungría, Islandia, Rumania, Moldavia, Croacia, República Checa, Eslovaquia, Eslovenia, Serbia, Albania, Grecia, Turquía, Armenia, Azerbaiyán, Georgia, Estonia, Lituania, Letonia, Bielorrusia, Ucrania, Rusia, Kazajistán, Kirguistán, Uzbekistán, Túnez, Sudáfrica, Israel, Líbano, Jordania, Kuwait, Kosovo, Marruecos, Myanmar, Vietnam, Egipto, Indonesia, Malasia, Nepal, Noruega, Chipre, Singapur, Hong Kong, Japón, Taiwán, Macedonia del Norte, Filipinas, Timor Leste y Etiopía .    